# وونستاین
جونگ جی وون (کره‌ای: 정지원؛ زادهٔ ۶ مه ۱۹۹۵) که بیشتر با نام هنری وونستاین (کره‌ای: 원슈타인؛ انگلیسی: Wonstein) شناخته می‌شود، رپر و خواننده اهل کره جنوبی است. او در سال ۲۰۱۸ با انتشار تک‌آهنگ «تار عنکبوت» زیر نظر لیبل بیوتیفول نویز فعالیتش را آغاز کرد.